# 受粉

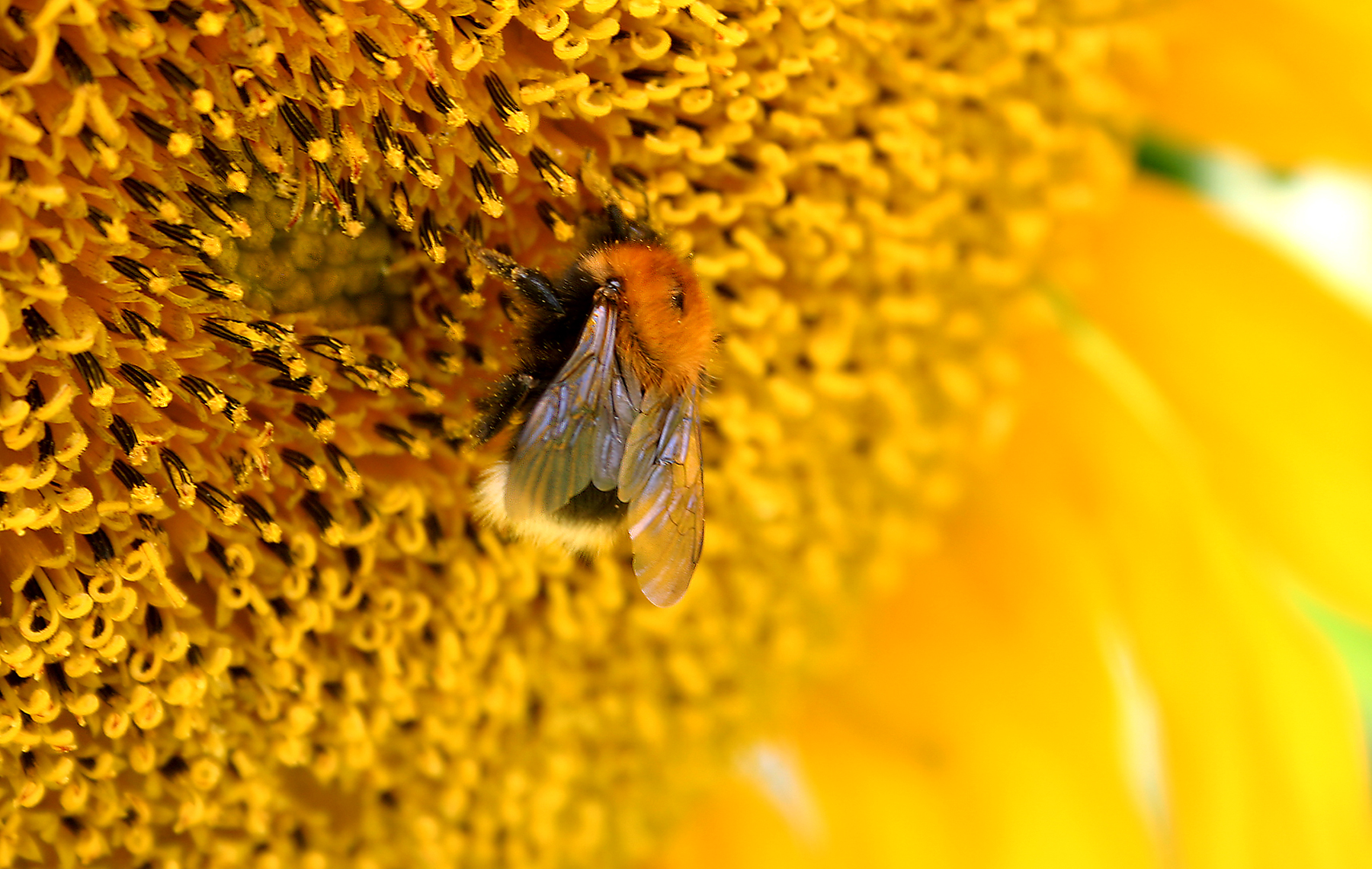
虫媒の例: ヒマワリではハナバチが蜜を集める際に受粉を行なう

受粉（じゅふん）とは、種子植物において花粉が雌性器官に到達すること。被子植物では雌蕊（しずい、めしべ）の先端（柱頭）に花粉が付着することを指し、裸子植物では大胞子葉の胚珠の珠孔に花粉が達することを指す。
花粉は葯と呼ばれる器官で形成される。葯は通常は雄蕊（ゆうずい、おしべ）の先端にある。裸子植物では葯は多数の花粉嚢が雄蕊の上に付く形で葯が形成され、被子植物では雄蕊の先端に葯壁で分離される形で2つの半葯から形成される。葯が開くと花粉が外に放出され、雌蕊に到達すると受粉・受精する。同一個体内での受粉を自家受粉、他の個体の花粉による受粉を他家受粉という。受粉過程でどのように花粉が移動するかによって、種子植物の受粉様式は花粉媒介者の助けを要しない自動自家受粉や、媒介者の種類を冠した風媒、水媒、動物媒（虫媒、鳥媒など）などに分類できる。裸子植物の大部分は風媒花である。
被子植物では、自家不和合性・雌雄異熟 (dichogamy) ・異形花柱性といった自家受粉・自家受精を防ぐ機構が発達した植物種も存在する。それらの機構は近親交配を妨げることにより、遺伝的多様性を維持する役割を持っていると考えられる。
受粉は英語"pollination"の翻訳語であり、ほかに授粉・送粉（そうふん）・花粉媒介（かふんばいかい）の用語も用いられる。受粉の研究は植物学・園芸学・動物学・生態学・進化生物学など多くの学術分野に関連しており、受粉に関する専門的な学術分野としては送粉生態学（花生態学・受粉生態学）、受粉生物学（送粉生物学）および花粉学"palynology"などがある。
以下、本記事では特に断りが無い限り、被子植物の受粉について記述する。被子植物では、受粉後に花粉から花粉管が伸び、それが柱頭組織中に進入して胚珠に到達し、卵細胞が花粉管の中の精核と融合することで受精が成立する。

## 受粉様式

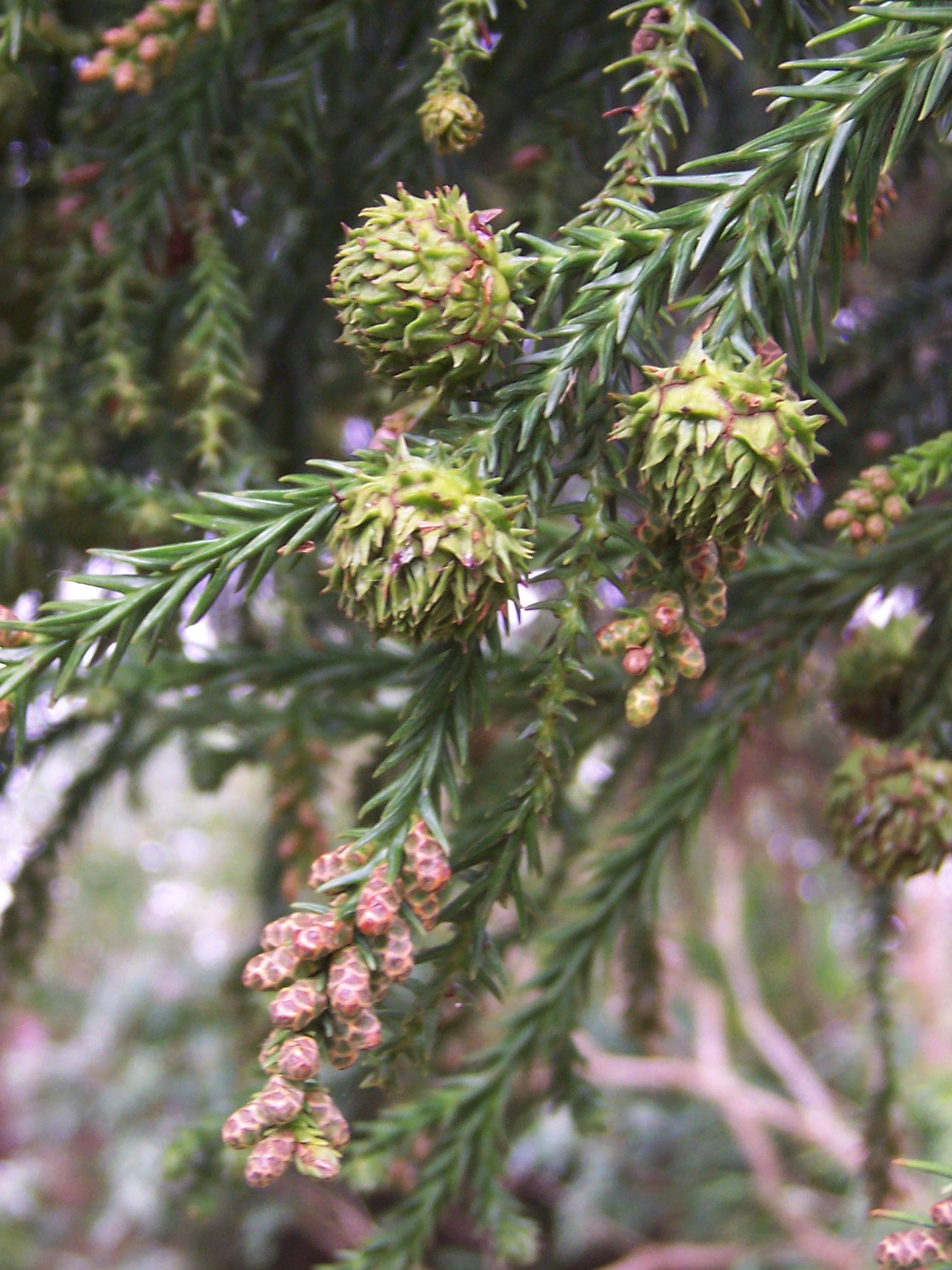
風媒花の例：スギの雄花と雌花

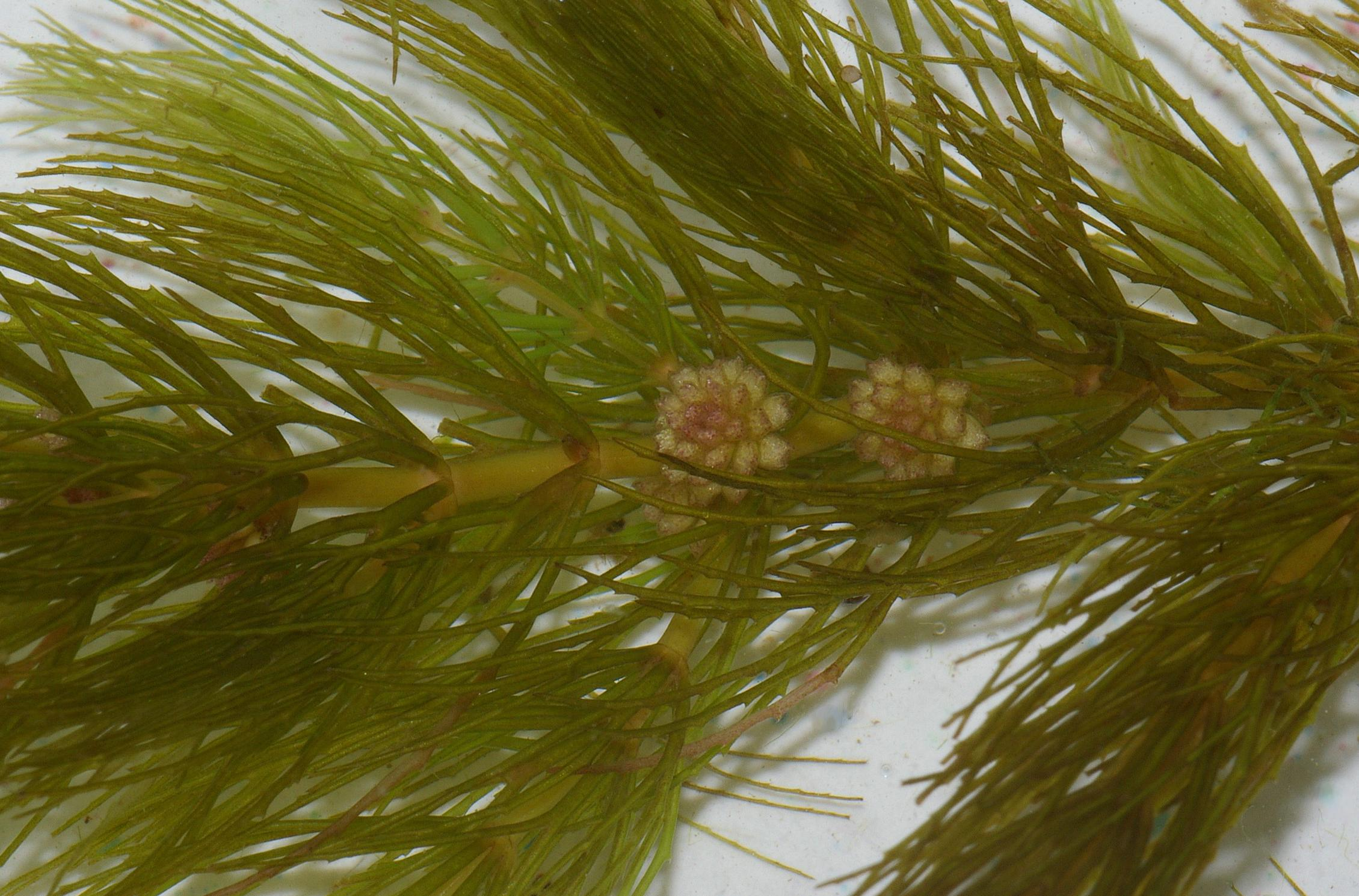
水媒花の例：雄花をつけたマツモ

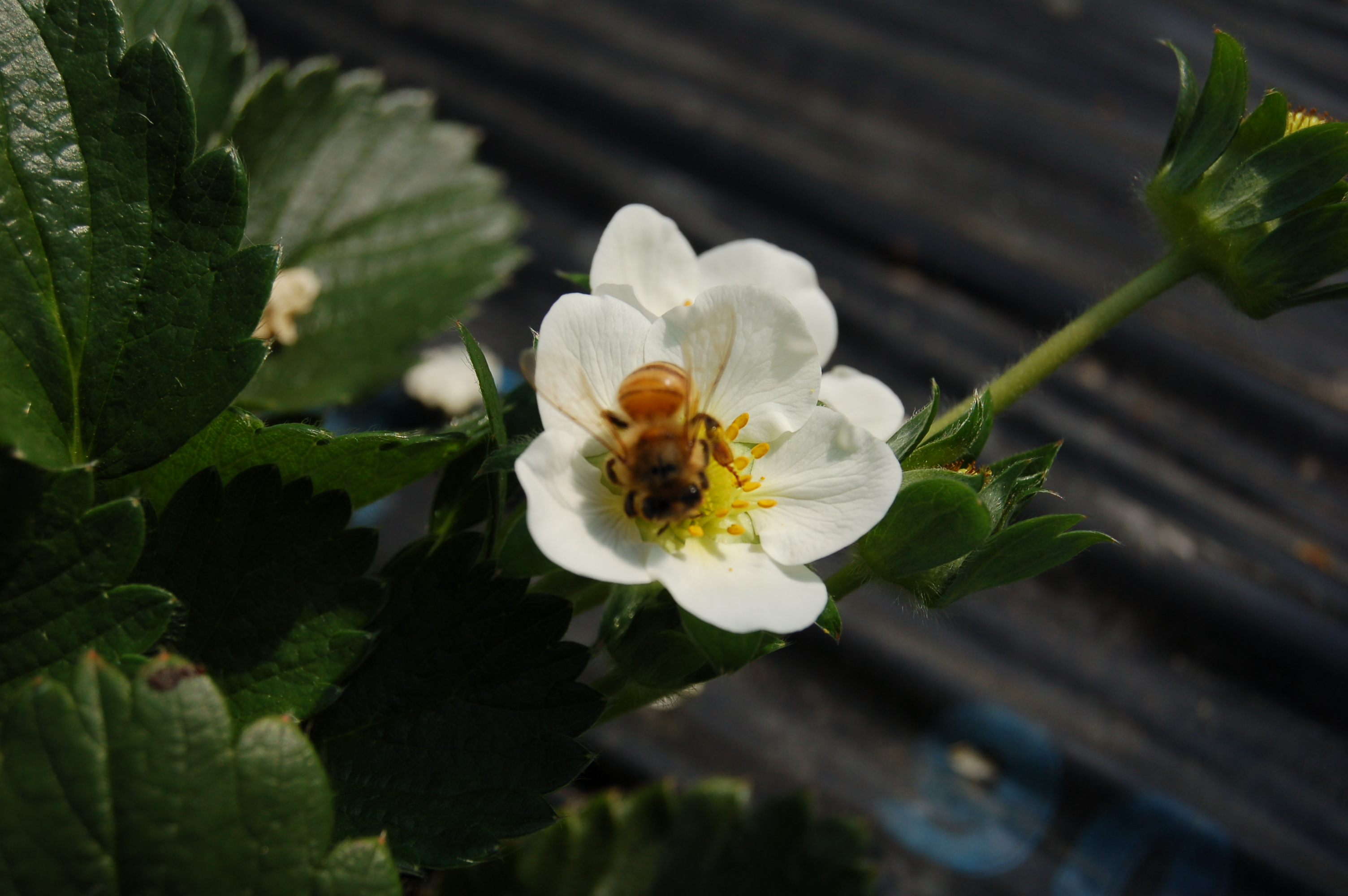
虫媒花の例：ビニールハウス内のイチゴの花とミツバチ

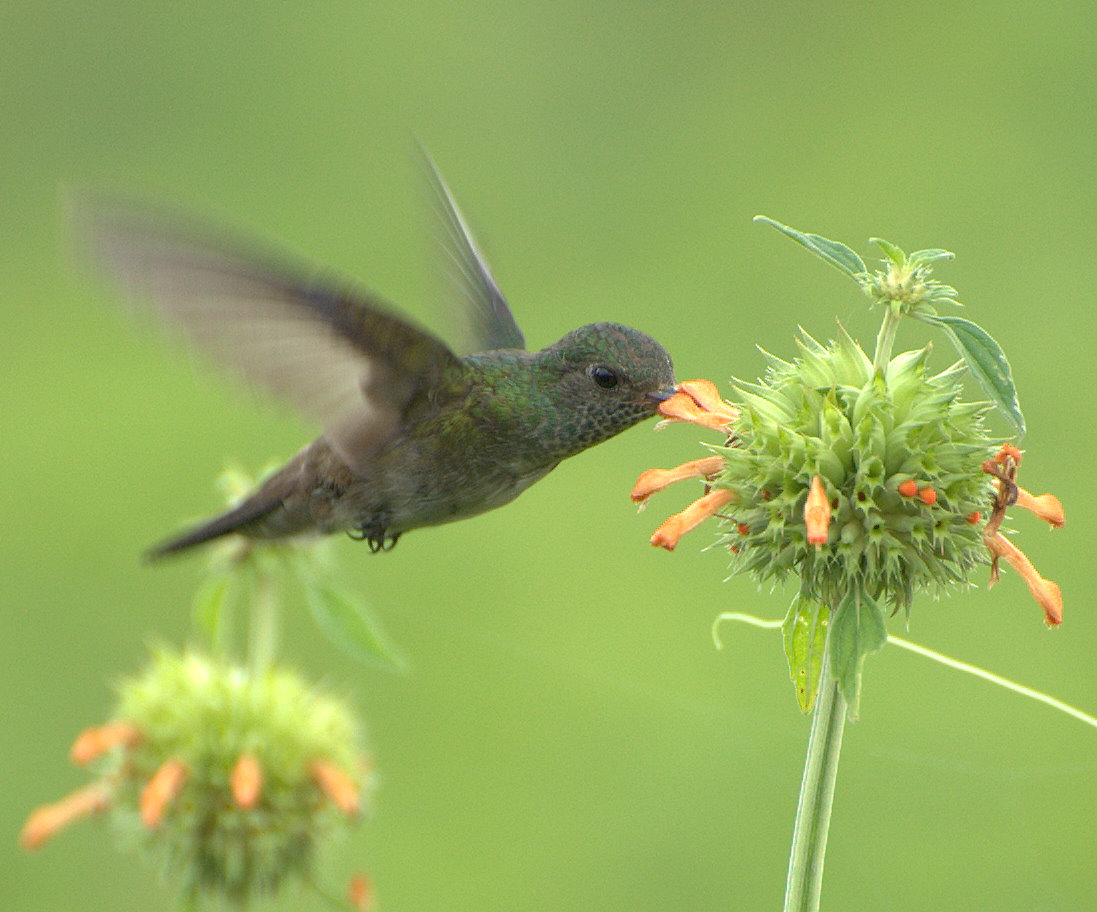
吸蜜するシロアゴサファイアハチドリ (Hylocharis cyanus)

自ら動くことに制約のある植物は花粉媒介を他の媒体に依存することが多い。その媒体の種類によって受粉様式は風媒、水媒、動物媒、自動同花受粉などに分けられる。種子植物は約90%が動物媒受粉であり、残り10%が非生物的媒介による受粉であると推定されている。受粉様式は種子植物の進化上で重要であり、花の形質（送粉シンドローム）に反映されている。動物媒の受粉様式は動物と植物の共進化の例として研究がなされている。また、植物と動物の関係は、受粉様式だけでなく種子散布まで含めた共生関係にあるものがある。なお、同一種でも複数の受粉様式が起こっており、必ずしも品種と受粉様式が1対1で対応するわけではないことに注意する必要がある。
自然状態で受粉させることを自然受粉と呼ぶのに対し、人間が人為的に受粉させることを人工授粉という。詳細は人工授粉の項を参照。

### 自家受粉
花の受粉様式の中には、自殖といって同一個体の中で自身が生成した花粉を自身で受粉するものがある。これが自家受粉である。一般に植物は自分で移動できないから別個体同士で受粉するには、外部の何らかの手段に頼って花粉を移動させる必要がある。しかしそれには不確実性があるため、自殖するほうが確実である。また新しい領域に侵入する場合、自殖が可能であれば単一の個体で繁殖できるが、そうでなければ同時に複数の個体が進出しない限り次の世代を残せない。そのため自殖を行う植物も一定数存在する。特に、繁殖機会が1回しかない1年草では、同じ花の中で自家受粉を行う同花受粉の道を選択しているものがある。一方で、遺伝的多様性を維持し、近交弱勢を避けるためには他家受粉が有利である。特に基本的に片方の性のみを持つ動物の近親交配と異なり、植物においては同一個体内での近親交配であるから、自殖により適応度が下がる可能性は高い。したがって進化によってそうした特徴を排除し、自殖を避け他植を促進するものも多い。
日本のスミレ属 Viola では、通常の虫媒花を開花させた後に閉鎖花を着け、花弁を開くことなく同花受粉で種子を形成することが知られており、また、オニバスは水中で自己受粉をして身をむすぶ閉鎖花と水面に浮かんで通常の花を咲かせる開放花をともに咲かせるが、種子の結実率は閉鎖花のほうが高いことが報告されている。
開放花であっても同花受粉の機構を持つ植物がある。それらを田中 (1993)は、雄動同花受粉（雄蕊が動いて受粉：タチイヌノフグリ）・雌動同花受粉（雌蕊が動いて受粉：アキノノゲシ）・両動同花受粉（雄蕊も雌蕊も動いて受粉：オシロイバナ）・不動同花受粉（雄蕊と雌蕊が開花のときに動いた状態で受粉：メヒシバ）に分類している。

### 非生物的媒介
非生物的媒介として風媒 (anemophily) と水媒 (hydrophily) がある。裸子植物の大部分と一部の被子植物が風媒受粉である。裸子植物の一部に生じた虫媒の植物から被子植物が進化した。風媒の被子植物は虫媒から再び風媒に戻ったものと考えられている。水媒はほとんどが水生植物でみられるが、すべての水生植物が水媒による送粉を行うわけではない。
風媒花は目立たない花であることが多く、香りも少ない。花の構造としては雌蕊（めしべ）・雄蕊（おしべ）とも花の外部に露出して、花粉を受けやすくあるいは放出しやすくなっているものが多い。また花粉は乾燥していることが多い。被子植物についてはそうではないものの、裸子植物については生産する花粉量が虫媒花よりも多い傾向にある。これらは風媒に適応した特徴である。

水媒花は水との位置関係で、水上を送粉するもの、水中を送粉するもの、水面を送粉するものに分けられる。

### 動物媒
自然界で受粉（送粉）を行う動物を送粉者と呼ぶ。動物媒花では、目につきやすい色や特有の香りの花を咲かせたり、蜜や花粉を餌として提供したりすることによって動物に自身の存在を示す。動物が餌を探すために花を見つけるため、森林や熱帯といった複雑な植物社会において動物媒による送粉をとる種が多い。
送粉者の種類は約20万種あると推定されており、その大部分は昆虫である。昆虫による送粉を虫媒 (entomophily) と呼び、虫媒花はハチとアリ（膜翅目）・コウチュウ（鞘翅目）・チョウとガ（鱗翅目）・アブとハエ（双翅目）などの昆虫を引き寄せる。そのために、目につきやすい色や特有の香りの花を咲かせたり、蜜や花粉を提供するなどの戦略をとる。また、昆虫類が知覚できる紫外線領域の色も用いて昆虫を誘引している花もある。進化的には虫媒花の原型は、送粉者に花粉を食べさせる虫媒植物であったと考えられている。
その他の動物媒"zoophily"としては、鳥類・コウモリなどの脊椎動物によるものがあり、約1,000種が送粉者であると考えられている。鳥類は昆虫に比べて体が大きく、また多量の蜜を必要とするため花間を積極的に飛び回るので、花粉の移動を考える上では貢献度が高いとされる。送粉を行う脊椎動物の例としてはハチドリ・オオコウモリ類・オーストラリアにおける有袋類がある。コウモリを送粉者とするように適応した植物は白い花弁と強い香りを持つ傾向があり、鳥類を送粉者として適応した植物は赤い花弁を発達させ香りは持たない傾向がある。
植物と送粉者の共進化
非生物的な受粉の最初の化石記録は、石炭紀後期のシダ種子植物に遡る。キカデオイデアという中生代に繁栄した裸子植物が虫媒されていたという証拠がある。多くの花粉化石は、現代の動物媒介される花粉に類似した特徴を示している。また、鞘翅目とハエの化石の腸内容物・翅の構造および摂食器官の形態は、彼らが初期の送粉者として働いたことを示唆している。
白亜紀の間、昆虫類と被子植物は共進化した。原初の被子植物は蜜を分泌しなかったと思われるが、その後花に蜜腺が生じた進化は、昆虫類と被子植物の間の共進化を示唆している。

## 自家受粉と他家受粉
受粉には自家受粉と他家受粉があるが、同一個体内でも自家受粉する花も他家受粉する花もある。
以下に花の形態・特徴と自家受粉・他家受粉の関連を示すが、閉鎖花でない場合はすべての花が自家受粉であるわけでもなく、雌雄異株あるいは自家不和合性でない場合はすべての花が他家受粉であるわけでもない。
- 閉鎖花（花弁が開かない花）[64] - 閉花自家受粉（英語版）（同花受粉）
- 開放花（花弁が開く花）[65]
  - 単性花（雄花と雌花が分かれている）[66][67]
    - 雌雄異株（雄花と雌花をつける個体が別[13]） - 他家受粉
    - 雌雄同株（同一個体に雄花・雌花・両性花のうち2種類以上が同時にある[68]） - 自家受粉・他家受粉

  - 両性花（一つの花に雌蕊と雄蕊がある[69]）
    - 異形花（個体によって花の形状が異なるもの[70]） - 他家受粉
    - 同形花
      - 自家不和合性 - 他家受粉
      - 雌雄異熟 - 他家受粉および隣花受粉[注釈 8]
      - 上記以外の同形花 - 自家受粉・他家受粉
- 有性生殖に関与しない花
  - 生理的不稔[注釈 9]の花（三倍体など）
  - 形態的不稔の花（キク科植物の舌状花など）[72]
  - 単為生殖をする花（セイヨウタンポポ・ヒメジオンなど）[73]

## 自家受粉・自家受精を防ぐ機構
自家不和合性
受粉した花粉が受精することができる性質を和合性と呼ぶ。一般には、両親が遠縁であるほど受精の成功率が低く、逆に近いほど高くなる傾向にある。このような現象は異種間の生殖的隔離の役割を果たしている。受粉しても子孫を残せない性質は不和合性と呼ばれ、花粉管の不発芽、花粉管の伸長停止、受精胚の崩壊などが観察される。また、種子が得られ発芽に至る場合でも実生が正常に発育しない場合も含め広義の不和合性とする場合もある。
同一植物種内においても自家受粉を阻害するような不和合性が観察されることがあり、自家不和合性と呼ばれている。近親交配を阻止し、遺伝的な多様性を確保するための機構であると考えられている。自家不和合性は同形花型（胞子体型および配偶子型）、異形花型に分けられる。
雌雄異熟
雌雄異熟とは、一つの株の中の雌性器官あるいは雌性花の受粉可能時期と、雄性器官あるいは雄性花の花粉放出時期が異なる現象である。雌性器官あるいは雌性花が先に受粉可能になることを雌性先熟、雄性器官あるいは雄性花が先に花粉を放出できる状態になる場合を雄性先熟という。雌蕊と雄蕊が成熟する時期が異なることで、自花受粉を避ける機構として機能している。但し通常一つの植物には複数の花が咲くから、異なる花の間での自家受粉は可能となることがある。
異形花柱性
両性花の中には個体によって雌蕊や雄蕊の形が異なる異形花柱性をもつものがある。例えばサクラソウやソバには2種類の花（二形花）があり、ミソハギには3種類の花（三形花）がある。これらの花では同じ形の花同士での受精が成立しないため、結果的に異なる形状の花同士で受粉したものが次の世代を残すため、他家受粉が促進される。雌雄異株よりも受粉が成功しやすいことが指摘されている。
雌雄異株
イチョウ・スイバ・アオキなど雄花と雌花が着く個体が異なる植物では、必然的に他家受粉が行われる。多年草および木本植物にみられ、1年草では観察されない。

## 研究史
受粉に関する科学的研究はSprengelによる『花の構造と受精』（1793年）から始まったとされる。19世紀にはダーウィンによる『蘭の受精』（1862年）・『受精の研究』（1876年）が刊行され、この分野の発展に刺激を与えた。この時期に受粉方法の記録・分類が行われ、受粉様式が風媒・水媒・動物媒・閉花同花受粉などに整理された。
20世紀に入ると、送粉生態学は生物学分野で重んじられることがなくなり、再び脚光を浴びるのは1950年代以降である。1955年にはドイツのKuglerにより『花生態学』、1966年にはアメリカのFægriとPijlによる『受粉生態学原理』などが著されて研究が盛んになった。
その後、動物行動学・進化生物学分野の知見を取り入れることにより、送粉生態学から受粉生物学へと発展し、20世紀末には受粉に関する総合学術分野としての送粉生態学・受粉生物学が確立している。
2016年、水中においては動物が介在しないとされていたが、無脊椎動物による媒介が確認された。

## ポリネーターガーデン

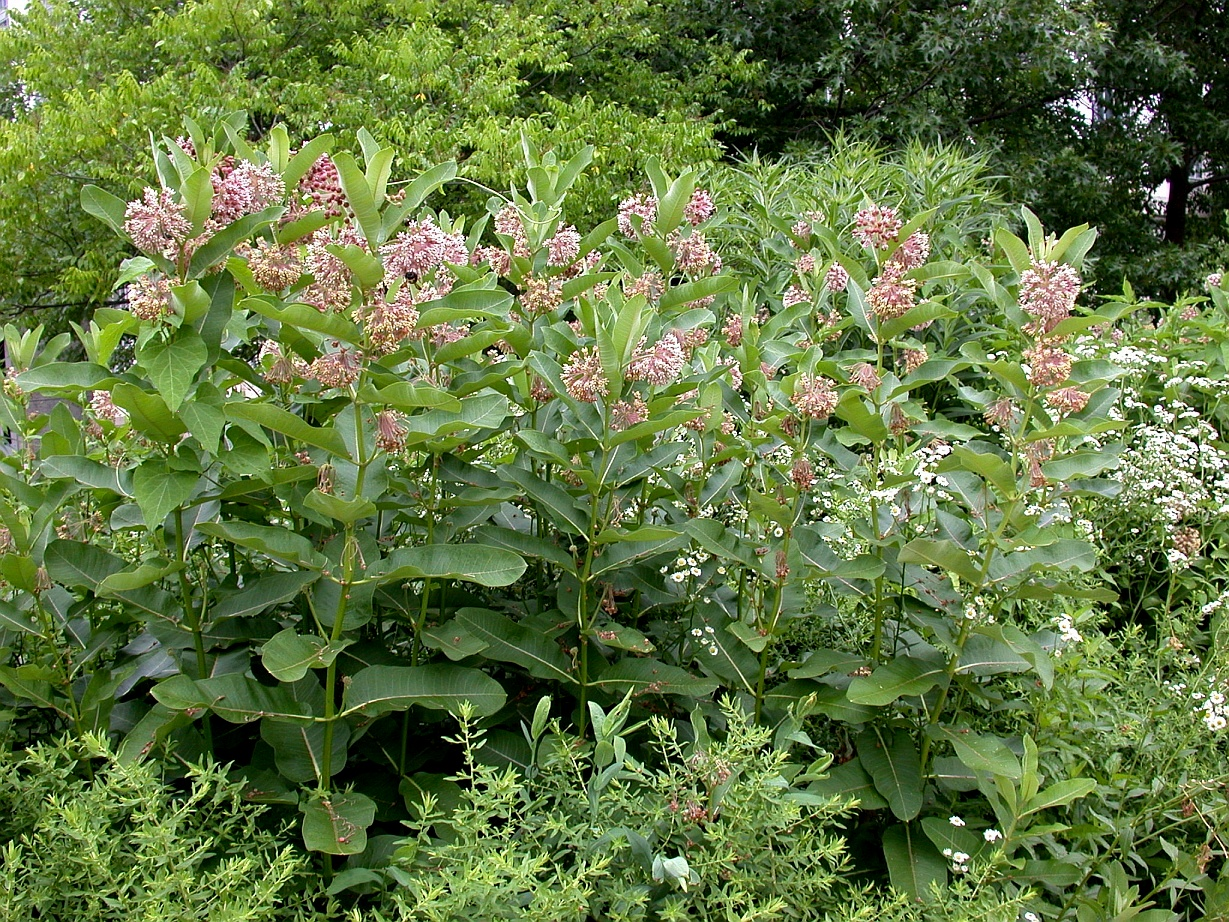
スミソニアン博物館のミルクウィード

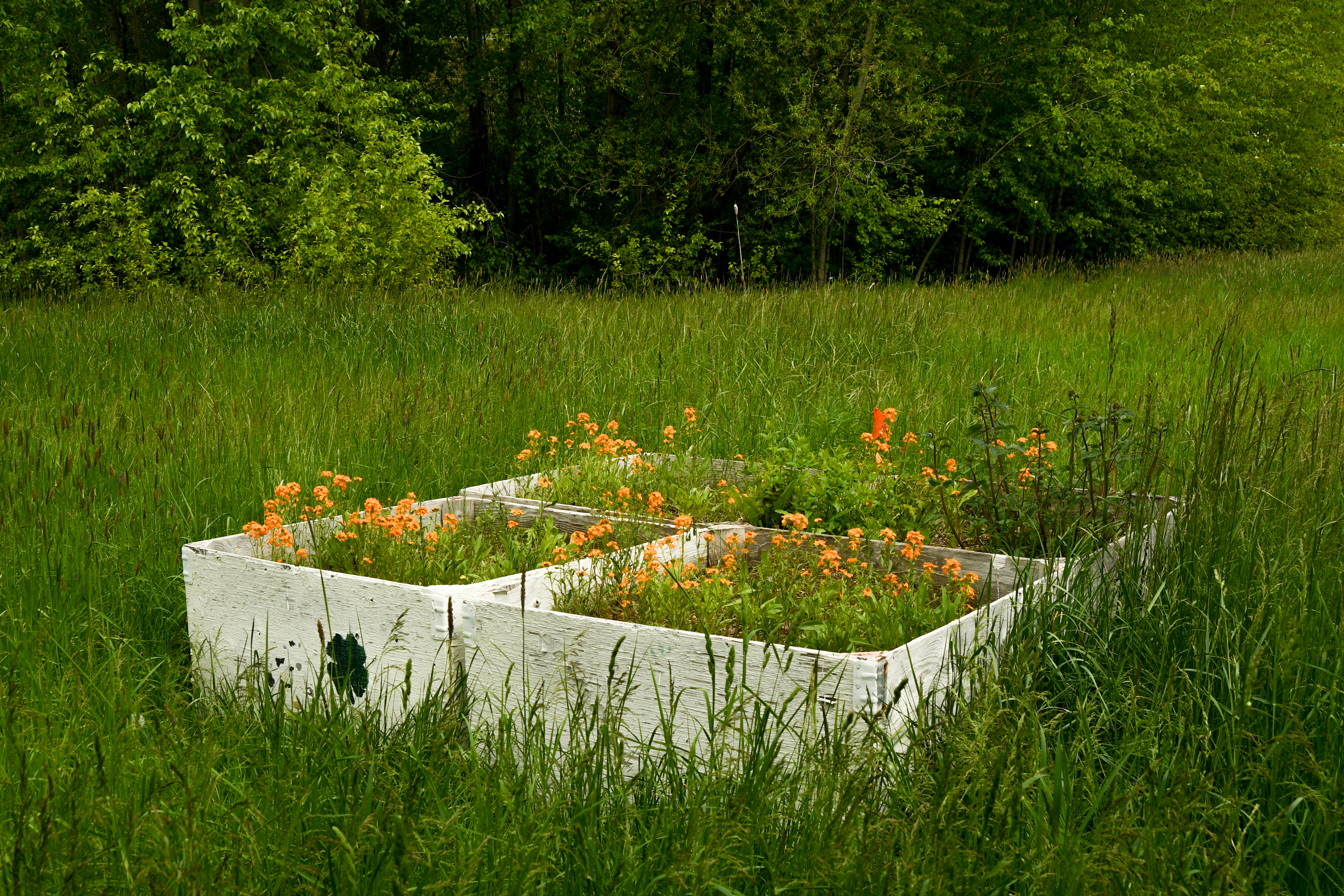
オレゴン州:en:Hood River Valleyのパブリック・ポリネーター・ガーデン

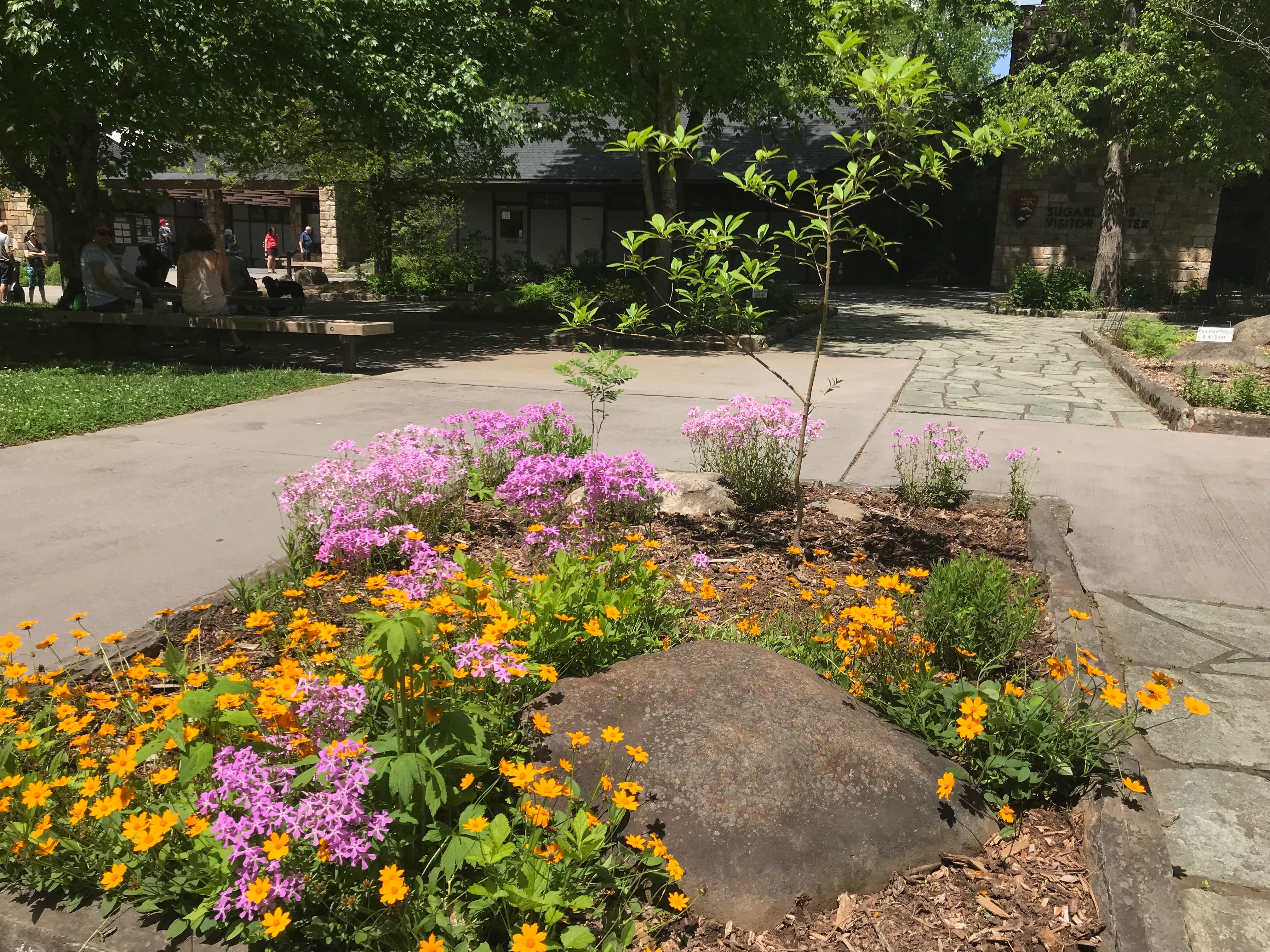
グレート・スモーキー山脈国立公園のシュガーランズ・ビジターセンター・ポリネーター・ガーデン、テネシー州ガリンバーグ

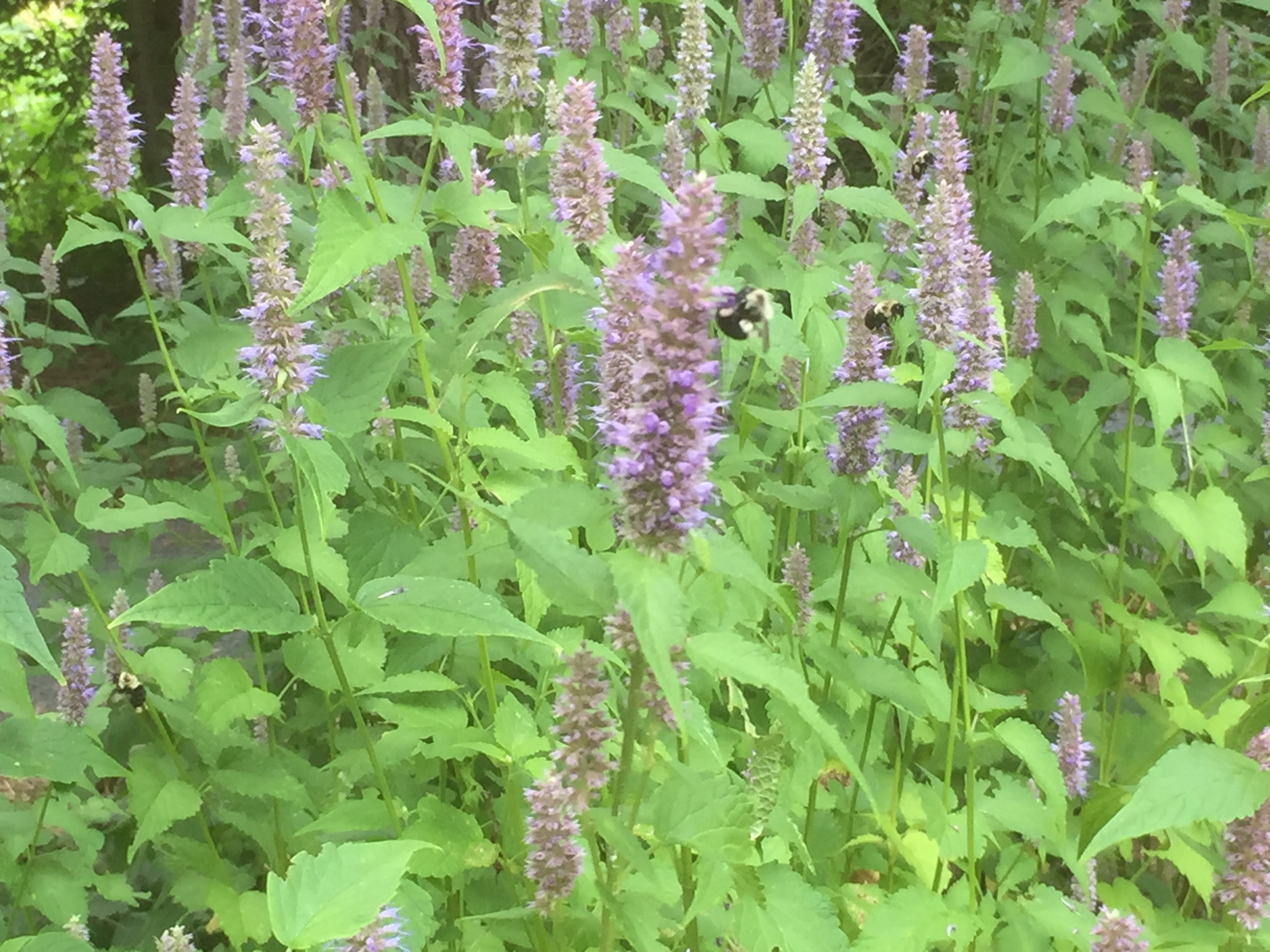
マサチューセッツ州のアニスヒソップ・ガーデンで餌を食べるポリネーターたち

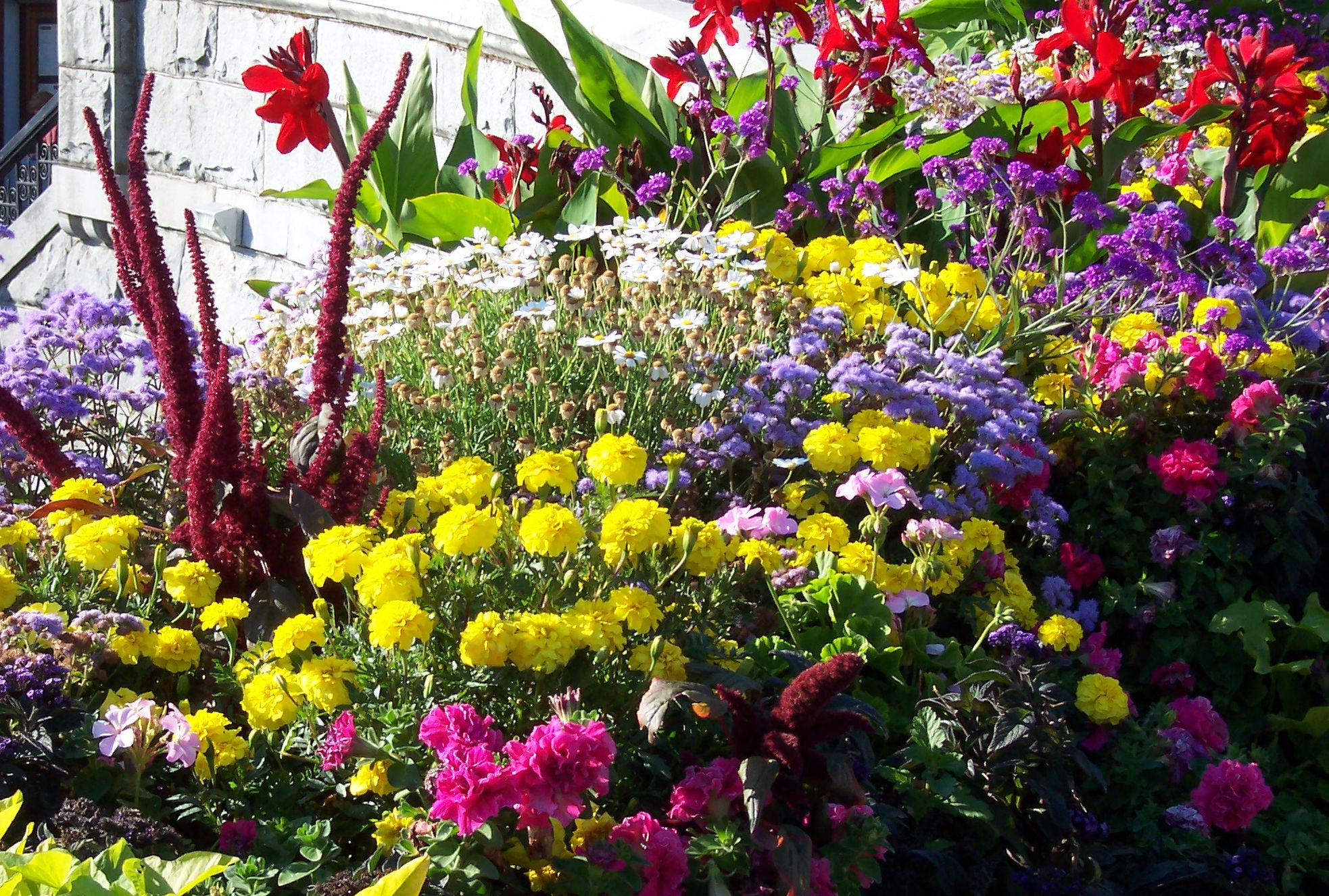
ポリネーター・ガーデン(ブリティッシュコロンビア州Victoria)

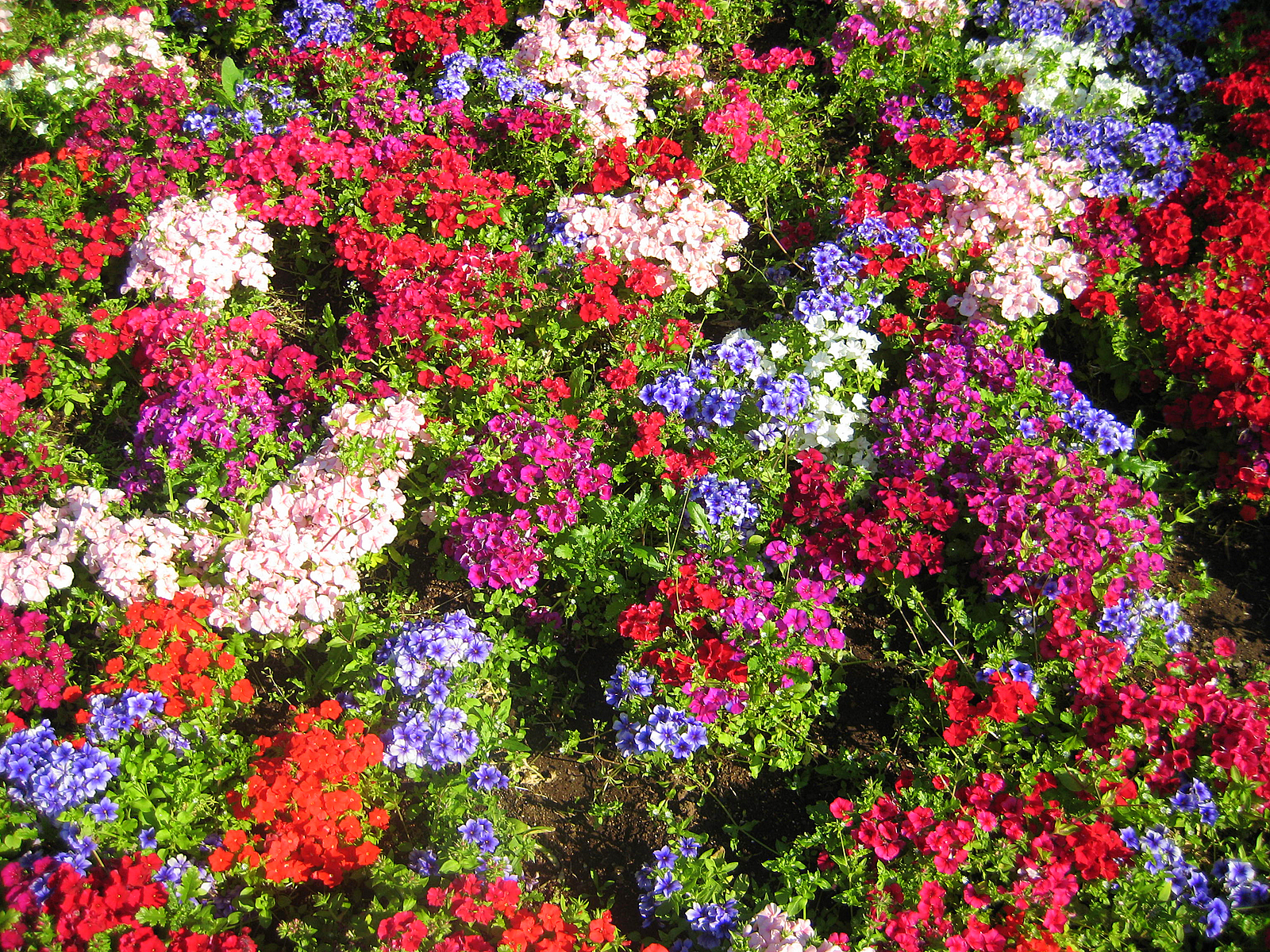
ポリネーターガーデン品種例(アイスランド・レイキャビク)

ポリネーターガーデン（Pollinator_garden）とは、特定の蜜や花粉を生産する植物を育て、ポリネーターと呼ばれる花粉媒介者・送粉昆虫を呼び寄せることを意図して設計された庭園。
花粉媒介者は人間が食べる3口のうち1口の生産を助けているため、これらの種をサポートする方法である。
花粉媒介者のための庭園であるとみなされるためには、蜜を出すさまざまな花、花粉媒介者のための巣・避難所を提供する植物を配し、農薬を使用しないことである。

### 背景
ポリネーターガーデンでは、植物群は野生の受粉媒介者を呼び寄せることを目的として栽培される。受粉は植物が種子を生産するための生殖過程である。ある花の雄部の花粉が、同種の別の花の雌部に移動すると、受精が起こる。受精すると、花は実と種を作る。全ての顕花植物の90%近くが動物によって受粉される。これらの受粉媒介者の種の大半はハチやチョウなどの昆虫であるが、動物の受粉媒介者には、他に特定の種の鳥や哺乳類などもいる。

### 目的
花粉媒介者は人間の食糧生産に重要な役割を果たしており、ポリネーターガーデンは重要な花粉媒介者種を支援し保護する方法でもある。受粉は150以上の食用作物、米国内ならば栽培されている果物、野菜、ナッツ類のほとんどが花粉媒介者に依存しているとみられているが、現在、多くの花粉媒介者種が脅かされ減少の一途を辿っている。2007年、全米研究会議は、全昆虫受粉媒介種の40％が現在絶滅の危機にあると結論付けた。花粉媒介者の減少の原因としては、生息地の喪失、農薬への暴露、外来植物の蔓延による食料源の喪失などが挙げられる。花粉媒介者の生息地を保護せず、新しい生息地を作らない場合、植物の受粉不足は最終的に人間に影響を与えることになる。花粉媒介者が減少すると、農業の収穫量も減少し、受粉がなければ人間の主たる栄養源は苦しむことになる。さらに、作物以外の植物種の80～95%も何らかの受粉を必要とするため、危機に瀕しているのは作物だけではないのである。しかし、研究によると、ある地域に自生する受粉媒介植物の割合が増えると、受粉媒介者の活動も活発になることが分かっている。

### 植栽の注意点
花粉媒介植物の植栽には、いくつかの注意点がある。鳥、ハチ、チョウなど、園芸家がどのような種類の受粉媒介者を引き寄せたいのかによって、これらの種に適した蜜、花粉、幼虫の宿主となる植物を選ぶ必要があるし、自生種のプラントを選ぶよう勧めがある。つまり在来種の植物は、特定の気候や生育条件に最適に適応するように進化し、しばしば受粉媒介者固有の関係を築いてきた（例：オオカバマダラとミルクウィードなど）。さらに、自生の植物を選べば、周囲の自生植物が外来種に駆逐されることはないのである。